# Mångformigt jordfly
Mångformigt jordfly, Diarsia mendica, är en fjärilsart som först beskrevs av Johan Christian Fabricius 1775.  Mångformigt jordfly ingår i släktet Diarsia, och familjen nattflyn, Noctuidae. Arten  har livskraftiga, LC, populationer i både Sverige och Finland. Fem underarter finns listade i Catalogue of Life,
Diarsia mendica borealis Zetterstedt, 1839
Diarsia mendica lamentanda Alphéraky, 1897, 
Diarsia mendica monochroma Boursin, 1963, 
Diarsia mendica orkneyensis Bytinski-Salz, 1939, 
och Diarsia mendica thulei Staudinger, 1891. 

## Bildgalleri

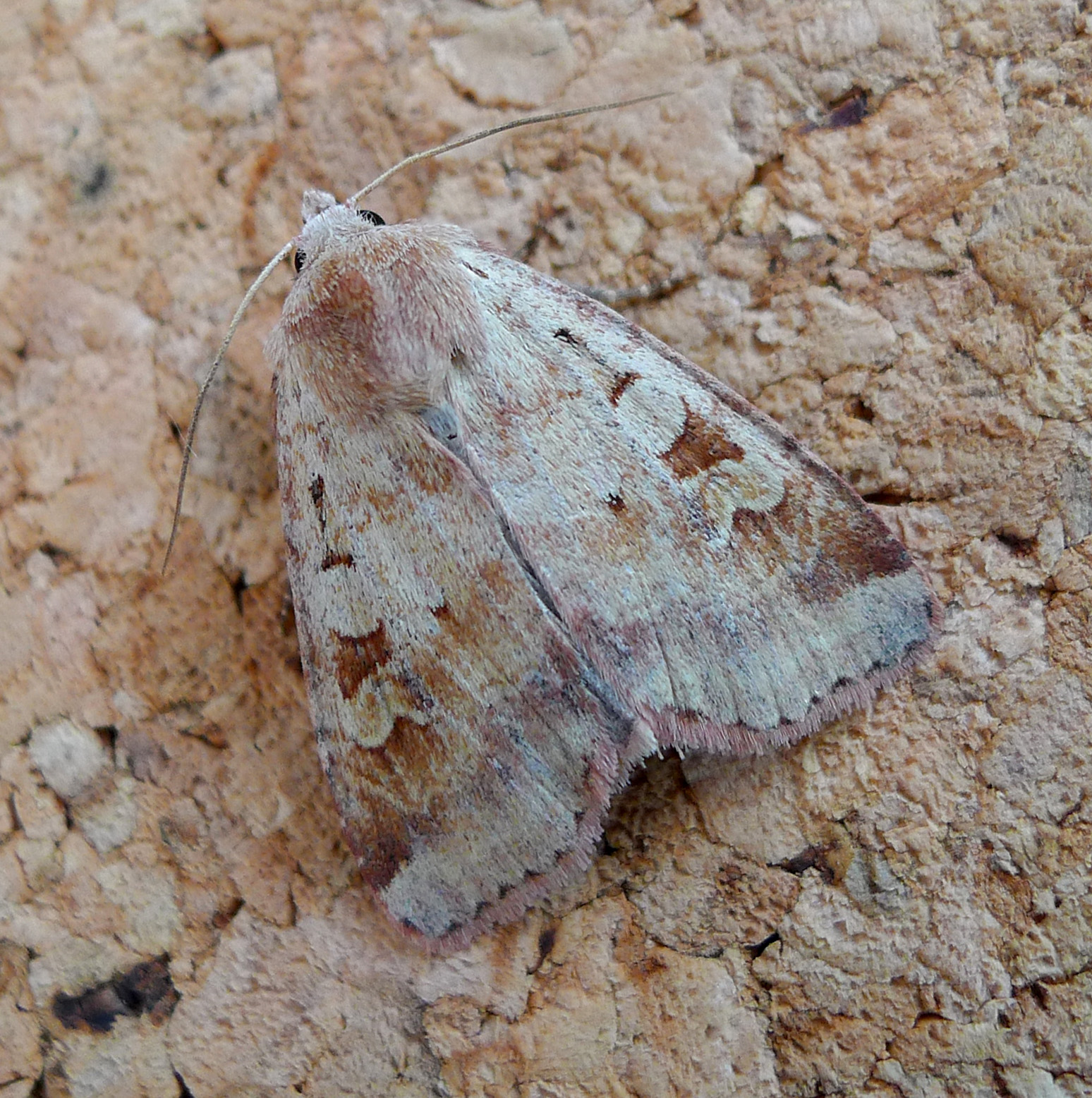
Imago fjäril
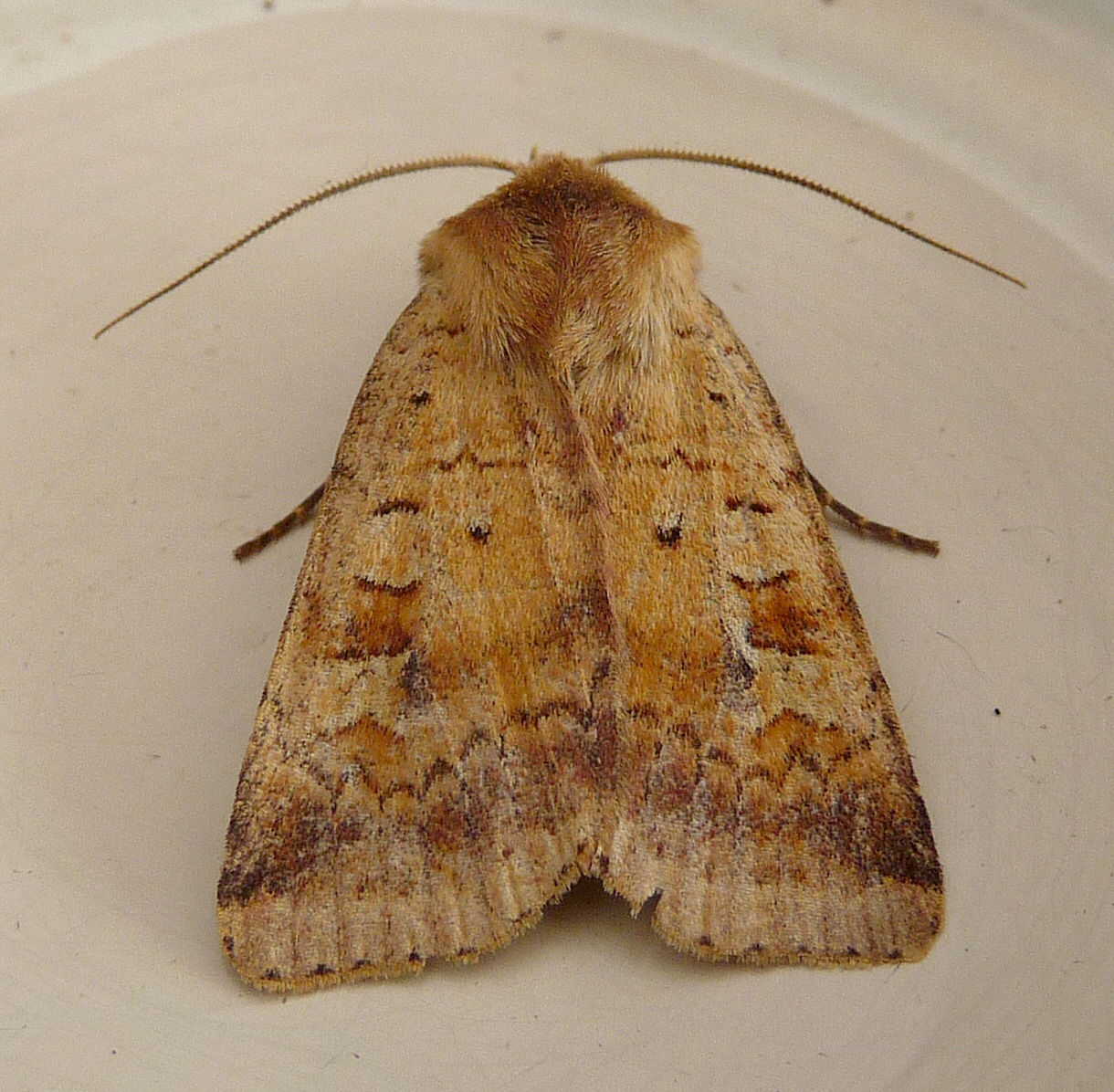
Imago fjäril
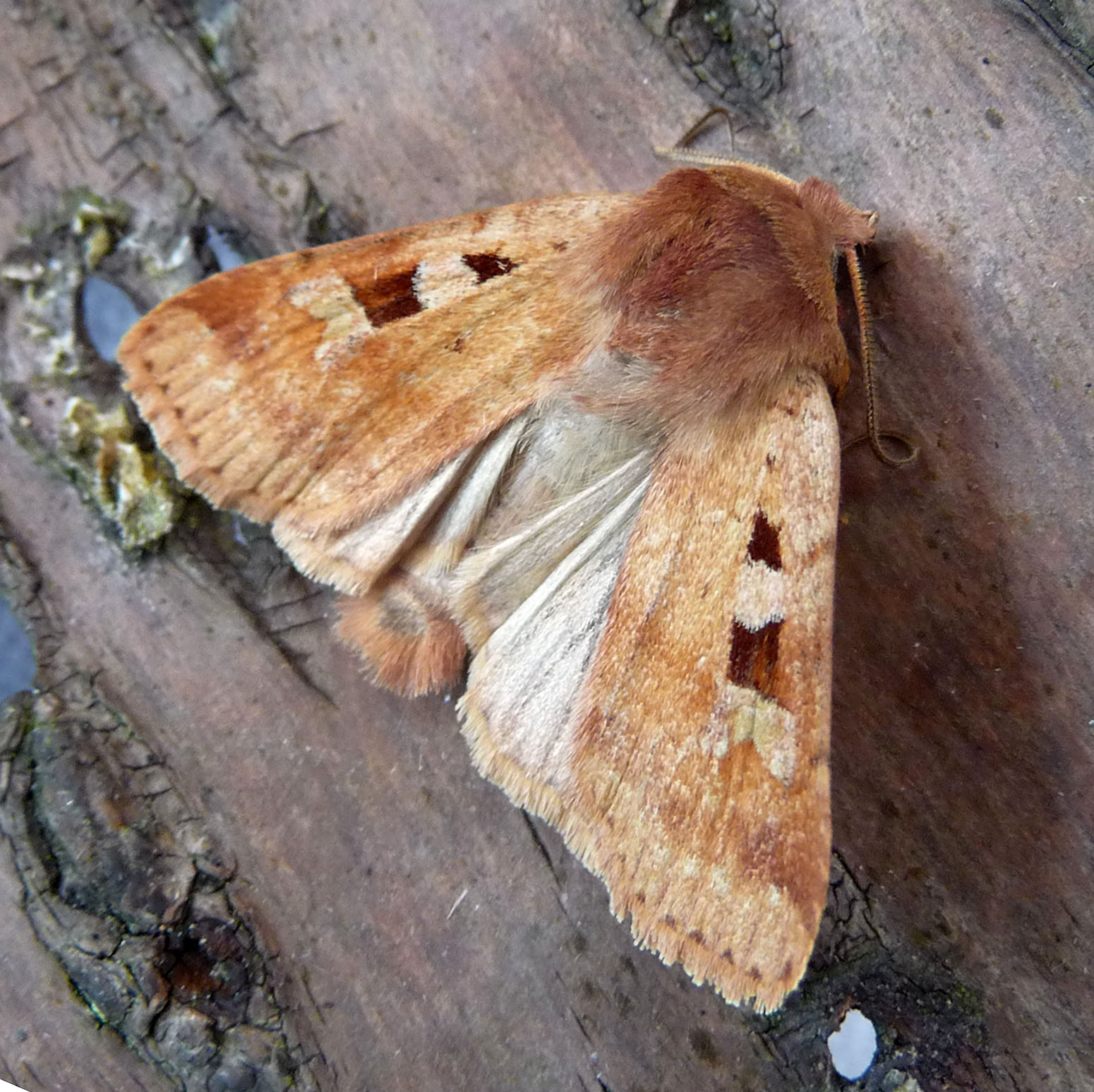
Imago fjäril
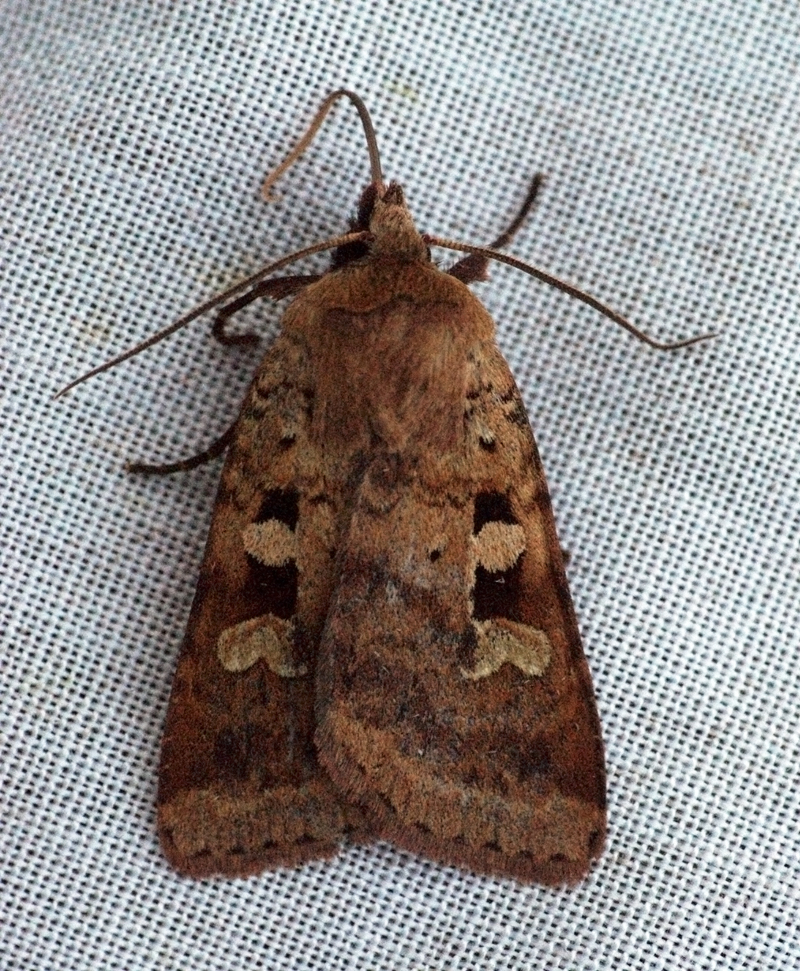
Imago fjäril
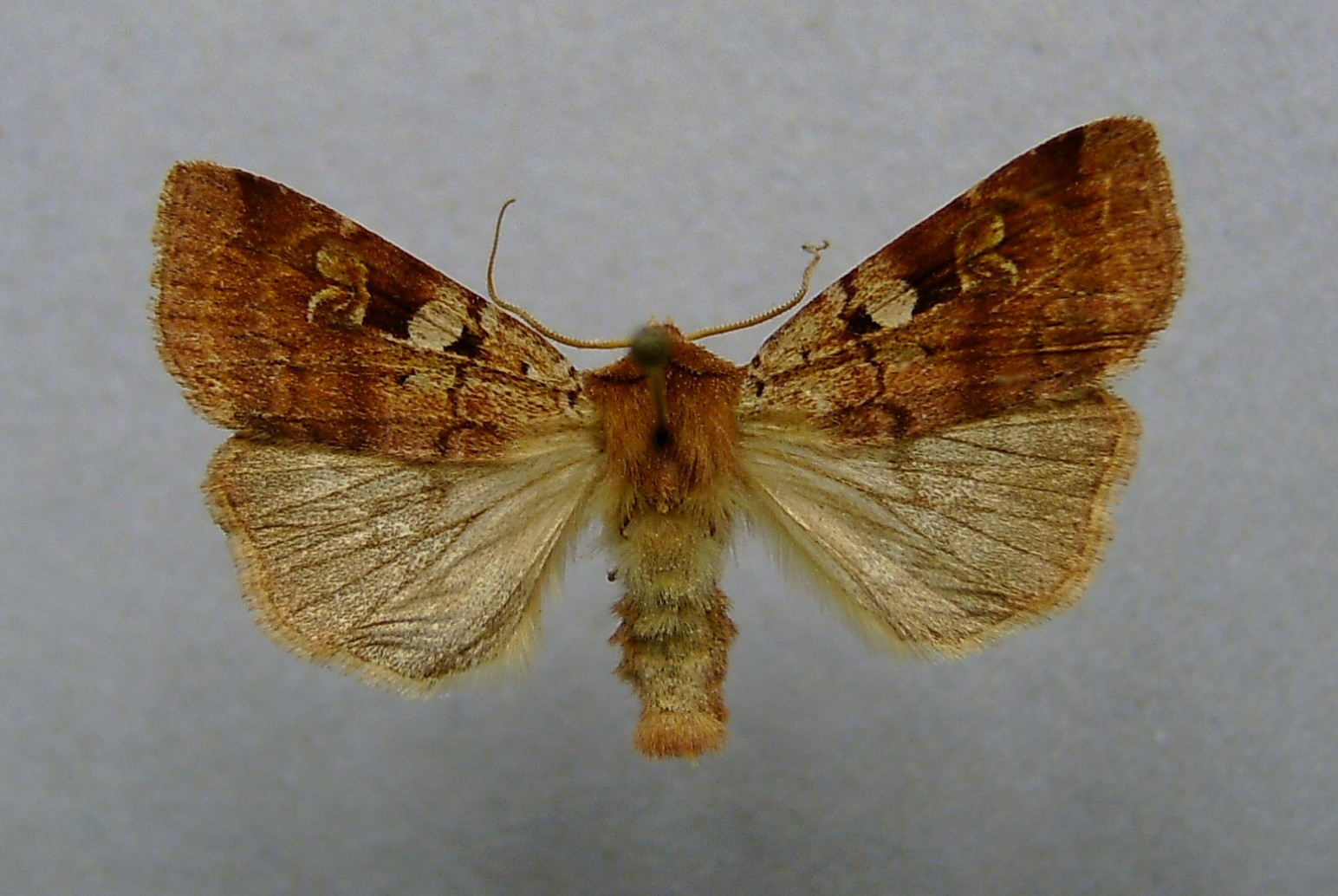
Preparerad (uppnålad) imago fjäril